# Dartster F:s Lopp
Dartster F:s Lopp är ett travlopp för varmblod över 3 år som körs på Solvalla i Stockholm varje år under våren. Loppet körs sedan 2018 över medeldistansen 2140 meter med autostart. Tidigare kördes loppet över sprinterdistansen 1640 meter. Förstapris är 100 000 kronor.
Första upplagan av Dartster F:s Lopp kördes den 19 mars 2003, och loppet har sedan dess ersatt O.Ké Hanovers Lopp som kördes mellan åren 1968 och 2002.

## Vinnare
| År   | Häst                | Kusk              | Tränare           | Tid    |
| ---- | ------------------- | ----------------- | ----------------- | ------ |
| 2025 | Double Deceiver     | Örjan Kihlström   | Daniel Redén      | 1.11,9 |
| 2024 | Thereisnolimit      | Per Lennartsson   | Stefan Melander   | 1.12,4 |
| 2023 | Click Bait          | Per Lennartsson   | Stefan Melander   | 1.14,3 |
| 2022 | Admiral As          | Örjan Kihlström   | Reijo Liljendahl  | 1.12,8 |
| 2021 | Ecurie D.           | Björn Goop        | Frode Hamre       | 1.12,9 |
| 2020 | Perfect Spirit      | Örjan Kihlström   | Daniel Redén      | 1.11,6 |
| 2019 | Sorbet              | Carl Johan Jepson | Daniel Redén      | 1.12,7 |
| 2018 | Lionel N.O. (DH)    | Göran Antonsen    | Daniel Redén      | 1.12,2 |
| 2018 | Charrua Forlan (DH) | Hans-Owe Sundberg | Hans-Owe Sundberg | 1.12,2 |
| 2017 | Västerbo Highflyer  | Örjan Kihlström   | Daniel Redén      | 1.11,3 |
| 2016 | Nuncio              | Stefan Melander   | Stefan Melander   | 1.09,9 |
| 2015 | Nuncio              | Stefan Melander   | Stefan Melander   | 1.11,2 |
| 2014 | Panne de Moteur     | Örjan Kihlström   | Stefan Hultman    | 1.11,3 |
| 2013 | Formula One         | Örjan Kihlström   | Reijo Liljendahl  | 1.10,4 |
| 2012 | Iceland             | Stefan Melander   | Stefan Melander   | 1.10,5 |
| 2011 | Year In Review      | Per Lennartsson   | Per Lennartsson   | 1.13,5 |
| 2010 | Scarlets Aino       | Hans-Owe Sundberg | Hans-Owe Sundberg | 1.12,6 |
| 2009 | Cadeau K.           | Per Lennartsson   | Kari Lähdekorpi   | 1.12,4 |
| 2008 | Makhtoub Jet        | Björn Goop        | Olle Goop         | 1.11,6 |
| 2007 | Digger Crown        | Erik Adielsson    | Stig H. Johansson | 1.13,0 |
| 2006 | Hot Shot Knick      | Thomas Uhrberg    | Kari Lähdekorpi   | 1.11,7 |
| 2005 | Naglo               | Örjan Kihlström   | Stefan Hultman    | 1.12,1 |
| 2004 | Scarlet Knight      | Stefan Melander   | Stefan Melander   | 1.11,2 |
| 2003 | Good Leasing        | Stig H. Johansson | Stig H. Johansson | 1.12,9 |